# Catantopsis asthmaticus
Catantopsis asthmaticus är en insektsart som först beskrevs av Karsch 1893.  Catantopsis asthmaticus ingår i släktet Catantopsis och familjen gräshoppor. Inga underarter finns listade i Catalogue of Life.